# Nymphalis californica
Nymphalis californica is een vlinder uit de familie Nymphalidae, de vossen, parelmoervlinders en weerschijnvlinders. De spanwijdte bedraagt 32 tot 70 millimeter. De soort komt voor in het westen van Noord-Amerika, van het noordwesten van Mexico tot en met het zuidwesten van Canada. De soort vertoont bevolkingsexplosies, waarna er vlindertrek plaatsvindt. De vlinder kan in zo'n geval ook in het westen van Noord-Amerika en verder noordelijk worden waargenomen. De soort vliegt van juli tot oktober, waarna de imago overwintert en in het voorjaar paart.

## Waardplanten
De waardplanten van Nymphalis californica zijn van het geslacht Ceanothus.